# Nouamou
Nouamou este o comună din regiunea Sud-Comoé, Coasta de Fildeș.